# Androstephium caeruleum
Androstephium caeruleum, llamada en su lugar de origen blue funnel-lily, es una especie de planta herbácea perenne perteneciente a la familia  Asparagaceae. Tiene las flores son de color   púrpura y alcanza los 35 cm de altura.  Se encuentra  en las praderas y laderas cubiertas de hierbas en su hábitat de Texas, Oklahoma y Kansas de los Estados Unidos.  Sus semillas se dispersan por el viento.

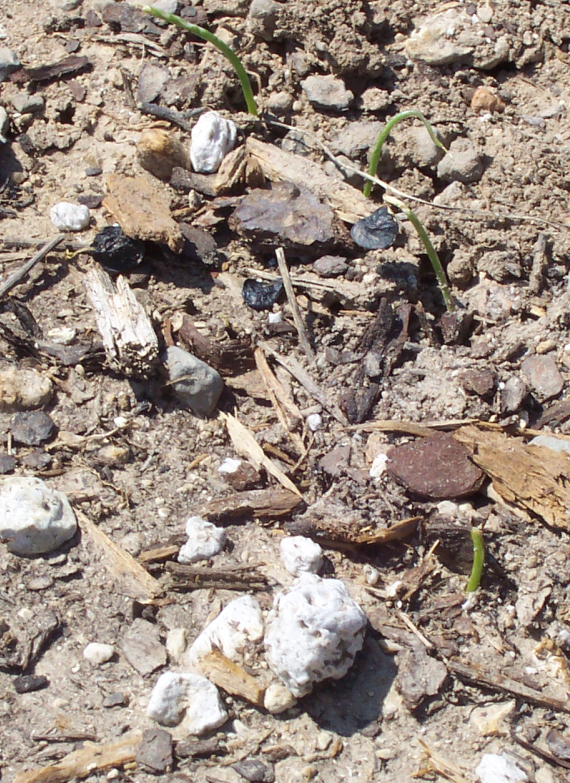
En su hábitat

## Descripción
Androstephium caeruleum es una de las primeras de flores que florecen (en febrero y marzo) en las praderas del norte y centro de Texas. Existe una gran variabilidad en la forma y el color (desde color cielo azul a púrpura y blanco), tienen un olor dulce ligero descrito como "semejante a la uva".  La planta es poco común en su hábitat, las praderas de suelo negro, y casi imposible de encontrar entre la hierba de las praderas por el corto tamaño al que crecen. La fructificación es poco frecuente, ya sea debido a la pérdida de polinizadores nativos o por su propia esterilidad, lo cual se desconoce.  Las plántulas se manifiestan como una sola hoja fina y de color verde, muy parecido a un mechón de pelo espeso y verde, - por lo que es fácil que se pierda entre los pastos de las praderas en las que crece. En el primer año  de crecimiento desarrolla un bulbo esférico de 4 mm a 5 mm de diámetro.  En el transcurso de varios años, la planta hunde su cormo progresivamente más y más profundamente en el suelo hasta que llega a una profundidad de 2,5 cm a 6 cm.  El cormo fue un alimento conocido en el oeste de Texas.

## Taxonomía
Androstephium caeruleum fue descrita por (Scheele) Greene y publicado en Pittonia 2: 57 1890.
Etimología
Androstephium: nombre genérico que deriva del griego andros =  "estambre", y stephanos = "corona", en referencia a los filamentos fusionados que forman una corona.
caeruleum: epíteto latino que significa "de color azul".
sinonimia
- Androstephium caeruleum f. leucanthum Benke
- Androstephium violaceum Torr.
- Brodiaea caerulea (Scheele) J.F.Macbr.
- Milla caerulea Scheele[5]